# Ernesto Bustamante
Carlos Ernesto Bustamante Donayre (Lima, 19 de mayo de 1950) es un científico, biólogo y político peruano. En el ámbito de la salud pública es experto en biología molecular y ejerció el cargo de jefe institucional del Instituto Nacional de Salud del Perú desde julio de 2014 hasta marzo de 2015. Es congresista de la república para el período 2021-2026.

## Biografía

### Formación e inicios
Nació en Lima. En 1978, durante su estancia en Estados Unidos obtuvo un doctorado en bioquímica y biología molecular en la Universidad Johns Hopkins. Luego, hizo trabajo posdoctoral en la misma, publicando artículos de descripción sobre sus trabajos originales de investigación.
Es el director general del Laboratorio BioGenómica y director científico de Servicios Genéticos ADN. Publica regularmente artículos sobre análisis político en periódicos y revistas peruanos. Además, es analista político y columnista de opinión del principal periódico peruano El Comercio.

### Congresista de la República

#### Resultados electorales
| Proceso electoral            | Partido | Partido        | N° de lista | Circunscripción            | Votos obtenidos | Resultado | Ref.  |
| ---------------------------- | ------- | -------------- | ----------- | -------------------------- | --------------- | --------- | ----- |
| Elecciones generales de 2021 |         | Fuerza Popular | 3           | Distrito electoral de Lima | 24 075          | Electo    | [ 3 ] |

El 6 de octubre de 2020, la presidenta de Fuerza Popular e investigada por la PNP, Keiko Fujimori, anunció que Bustamante sería parte del equipo técnico del plan de gobierno de su partido con respecto a las elecciones generales del 2021.
En el contexto de la pandemia de COVID-19, Bustamante planteó «una estrategia de testeo masivo para la detección del COVID-19 entre la población de forma aleatoria, efectuando entre 60 000 y 80 000 pruebas moleculares cada día». También mostró estar «en contra de los confinamientos» y restó importancia a la movilización, priorizando que no hayan aglomeraciones. Además, propuso la creación de plantas de oxígeno móviles para que estas sean trasladadas a lugares que atraviesen un momento crítico debido a la pandemia ocasionada por el SARS-CoV-2.

## Polémicas
En 2020, cuando la primera ola de la pandemia por COVID-19 se encontraba en auge en el Perú, Bustamante aseguró en un programa de televisión que una manera efectiva para la limpieza y/o desinfección de manos, en caso de no contar con alcohol en gel, era el de usar la propia saliva y orina humana.
A comienzos de 2021, en medio de la campaña política, fue cuestionado por diversas entrevistas que ofreció al canal de televisión conservador Willax Televisión, en las que aseguraba que «la vacuna de Sinopharm contra la COVID-19 no es efectiva, al ser solamente agua destilada».
En enero de 2022, durante una sesión de la Comisión de Turismo, el parlamentario del partido Perú Libre Guido Bellido protagonizó un incidente en donde desafió a Bustamante a generar una gresca en los exteriores del Congreso de la República. Este aceptó, aunque tal encuentro nunca se llegó a concretar.
Pocos días después, Bustamante manifestó su molestia respecto al ingreso del expresidente Martín Vizcarra a la Villa Panamericana de Lima, quien horas antes confirmó haberse reinfectado de COVID-19.
En 2023, calificó al expresidente Evo Morales de «pedófilo, narcotraficante y delincuente» y «que no tiene nada que hacer en el Perú» frente a la presunta injerencia que el mismo cometió sobre asuntos propios del Perú en referencia a las protestas políticas de diciembre de 2022 y de 2023. Además, animó al Ejército peruano a invadir Bolivia para «ocupar cautelarmente recursos naturales que garanticen una ulterior reparación». También, en ese año, conspiró que Estados Unidos habría financiado la campaña de Pedro Castillo a partir de supuestas declaraciones del embajador de Rusia.
En abril de 2025, generó controversia durante una sesión de la Comisión de Ciencia, Innovación y Tecnología del Congreso de la República, al cuestionar la participación de las mujeres en la ciencia. Según Bustamante, no existe una “condición biológica” que incentive a las mujeres a involucrarse en disciplinas como las ciencias exactas. El fujimorista se pronunció tras la serie de críticas que recibió y aclaró que sus palabras se tergiversaron y que las féminas “no están menos calificadas, sino menos representadas”. El comentario fue dirigido al presidente del Consejo Nacional de Ciencia, Tecnología e Innovación Tecnológica (Concytec), Sixto Sánchez, quien había informado que apenas un 33% de los científicos en el país son mujeres, con el objetivo de alcanzar el 50% en los próximos años.

## Reconocimiento

#### 2003
- Breast Cancer Concept Award, otorgado por el Departamento de Defensa de los Estados Unidos en calidad de investigador principal.[13]